# Asoci IV el Valent
Asoci IV el Valent (en armeni Աշոտ Քաջ) va ser rei d'Armènia al Gugarq del 1021 al 1039 o 1040. Formava part de la dinastia dels Bagràtides.
El seu germà gran Joan-Simbaci va succeir al seu pare Gaguik I a Ani i Shirak, Asocizq o Asociseq, Anberd, Kaian, Kaiozn, Tavush, i el país dels Sevordiq i la resta es va dividir entre els seus germans Asoci IV el Valent i Abas. Abas va morir o va ser eliminat ràpidament doncs ja no torna a aparèixer, de manera que cal considerar només l'existència de dos regnes. Asoci immediatament va protestar del repartiment, i va demanar una mediació. Jordi I de Geòrgia va ser nomenat mediador per consens. La mediació degué ser efectiva perquè de moment es va arribar un acord amb Joan-Simbaci posseint la regió d'Aní (Shirak), i Asoci les regions més properes a Pèrsia i Geòrgia (Gugarq). Però aviat van esclatar noves discòrdies i Asoci va amenaçar Ani i va demanar l'aliança del rei de Baspracània, Senaquirim-Joan. Va obtenir soldats de Baspracània i diners del Califat i va assetjar Ani però el rei, immobilitzat pel seu pes, va ordenar una lleva general i tot el país es va mobilitzar contra el pretendent. Asoci va guanyar la batalla però no va poder prendre la ciutat. Amb una nova mediació, aquesta vegada del patriarca Pere, es va tornar a establir la pau, però Asoci tindria en endavant també el títol de rei i governaria sobre tota Armènia, menys Ani, d'on n'era rei Joan-Simbaci.
Per una discussió sobre la possessió de Shatik al Djakatq, que Joan es va apropiar i que sembla que segons la primera mediació de Jordi I havia estat atribuït a Asoci, el rei de Geòrgia, per fer valdre la seva actuació, va atacar al rei d'Aní cap a l'any 1021. El rei va caure presoner i es van saquejar les esglésies armènies d'Aní. Per ser alliberat Joan-Simbaci va haver de cedir tres districtes fronterers a Geòrgia.
Aviat els nobles es van revoltar contra Asoci que va haver de fugir a Constantinoble. L'emperador Roman d'Orient Basili II Bulgaròcton li va deixar soldats a canvi de concessions territorials, amb els quals va tornar, va recuperar el Gugarq i va expropiar a tots els nakharark hostils. Va regnar en endavant sense oposició.
Asoci va preparar un atemptat contra son germà el rei Joan-Simbaci d'Aní, però el seu lloctinent Apirat Pahlavuni, quan anava a portar-lo a terme, va tenir pietat del rei, caigut en un parany, i el va alliberar. Apirat, assassí frustrat per la gent d'Aní, i home que havia traït la confiança per la gent d'Asoci el Valent, es va haver de retirar a Dvin amb l'emir xaddàdida Abul Uswar de Dvin i Gandja, que algun temps després el va fer matar. Els seus fills Abdeljahap i Vasaces van ser salvats pel lloctinent Sari i portats a Ani on el rei els va tornar els feus hereditaris del pare al districte de Nig.
Va conservar el regne i va mantenir la disciplina de l'exèrcit, on era molt popular per la seva valentia, fins a la seva mort potser l'any 1039 o el 1040. El va succeir el seu fill Gaguik II. Segons l'historiador armeni Aristakès de Lastiver va tenir també una filla que es va casar amb Abul Aswar Shawur I de la dinastia dels Xaddàdides.